# Брейсноуз коледж
Брейсноуз коледж (англ. Brasenose College, Brazen Nose College, The King's Hall and College of Brasenose) — один із коледжів Оксфордського університету (Велика Британія). За даними 2006 року бюджет коледжу становив 98 мільйонів фунтів стерлінгів. У Брейсноузі розміщений найстаріший човновий клуб у світі.

## Історія
Коледж було засновано у 1509 році адвокатом Річардом Саттоном та єпископом Лінкольнським Вільямом Смітом.
Назва «Брейсноуз» походить від бронзового молоточка, яким стукали у двері головного корпусу, що мав вигляд носа.
Одним з найвідоміших випускників коледжу є Девід Камерон — колишній прем'єр-міністр Великої Британії